# Judô nos Jogos Pan-Americanos de 2007 - Mais de 100 kg masculino
A categoria mais de 100 kg masculino do judô nos Jogos Pan-Americanos de 2007 foi disputada no Pavilhão 4A do Complexo Esportivo Riocentro em 19 de julho com 11 judocas, cada um representando um Comitê Olímpico Nacional (CON).
Óscar Brayson, de Cuba, conquistou a medalha de ouro ao superar o judoca local João Gabriel Schlittler na final, em uma luta equilibrada definida pela decisão do júri de árbitros após o golden score. Carlos Zegarra, do Peru, e Joel Brutus, do Haiti, venceram suas lutas finais da repescagem e ficaram com as medalhas de bronze.

## Medalhistas
| Ouro   | CUB Óscar Brayson                  |
| Prata  | BRA João Gabriel Schlittler        |
| Bronze | PER Carlos Zegarra HAI Joel Brutus |

## Cruzamentos
|  | Primeira rodada     | Primeira rodada     | Primeira rodada |  |  | Quartas de final    | Quartas de final    | Quartas de final    |      |                     | Semifinais          | Semifinais        | Semifinais |  |  | Final | Final | Final |
|  |                     |                     |                 |  |  |                     |                     |                     |      |                     |                     |                   |            |  |  |       |       |       |
|  | VEN Leonel Ruíz     | VEN Leonel Ruíz     | 0001            |  |  |                     |                     |                     |      |                     |                     |                   |            |  |  |       |       |       |
|  | HON Luis Morán      | HON Luis Morán      | 0200            |  |  | HON Luis Morán      | HON Luis Morán      | 0000                |      |                     |                     |                   |            |  |  |       |       |       |
|  |                     |                     |                 |  |  | PER Carlos Zegarra  | PER Carlos Zegarra  | 1000                |      |                     |                     |                   |            |  |  |       |       |       |
|  |                     |                     |                 |  |  |                     |                     |                     |      | PER Carlos Zegarra  | PER Carlos Zegarra  | 0000              |            |  |  |       |       |       |
|  | CUB Óscar Brayson   | CUB Óscar Brayson   | 0011            |  |  |                     | CUB Óscar Brayson   | CUB Óscar Brayson   | 1000 |                     |                     |                   |            |  |  |       |       |       |
|  | DOM José Vásquez    | DOM José Vásquez    | 0001            |  |  | CUB Óscar Brayson   | CUB Óscar Brayson   | 0011                |      |                     |                     |                   |            |  |  |       |       |       |
|  |                     |                     |                 |  |  | PUR Pablo Figueroa  | PUR Pablo Figueroa  | 0001                |      |                     |                     |                   |            |  |  |       |       |       |
|  |                     |                     |                 |  |  |                     |                     |                     |      |                     | CUB Óscar Brayson   | CUB Óscar Brayson | H-G (GS)   |  |  |       |       |       |
|  | USA Kirk Hoffmann   | USA Kirk Hoffmann   | 0010            |  |  |                     | BRA João Schlittler | BRA João Schlittler | –    |                     |                     |                   |            |  |  |       |       |       |
|  | ARG Carlos Cisneros | ARG Carlos Cisneros | 1001            |  |  | ARG Carlos Cisneros | ARG Carlos Cisneros | 0000                |      |                     |                     |                   |            |  |  |       |       |       |
|  |                     |                     |                 |  |  | BRA João Schlittler | BRA João Schlittler | 1010                |      |                     |                     |                   |            |  |  |       |       |       |
|  |                     |                     |                 |  |  |                     |                     |                     |      | BRA João Schlittler | BRA João Schlittler | 1010              |            |  |  |       |       |       |
|  |                     |                     |                 |  |  |                     | HAI Joel Brutus     | HAI Joel Brutus     | 0000 |                     |                     |                   |            |  |  |       |       |       |
|  |                     |                     |                 |  |  | CAN Trevor McAlpine | CAN Trevor McAlpine | 0000                |      |                     |                     |                   |            |  |  |       |       |       |
|  |                     |                     |                 |  |  | HAI Joel Brutus     | HAI Joel Brutus     | 0100                |      |                     |                     |                   |            |  |  |       |       |       |
|  |                     |                     |                 |  |  |                     |                     |                     |      |                     |                     |                   |            |  |  |       |       |       |

### Repescagem
| Repescagem 1        | Repescagem 1 |  |  | Repescagem 2        | Repescagem 2 |  |  | Disputa pelo bronze | Disputa pelo bronze |
|                     |              |  |  |                     |              |  |  |                     |                     |
| HON Luis Morán      |              |  |  |                     |              |  |  | PUR Pablo Figueroa  | 0100                |
| Bye                 |              |  |  |                     |              |  |  | HAI Joel Brutus     | 0201                |
|                     |              |  |  | HON Luis Morán      | 0010         |  |  |                     |                     |
|                     |              |  |  | PUR Pablo Figueroa  | 0100         |  |  |                     |                     |
| DOM José Vásquez    | 0010         |  |  |                     |              |  |  |                     |                     |
| PUR Pablo Figueroa  | 1010         |  |  |                     |              |  |  |                     |                     |
|                     |              |  |  |                     |              |  |  |                     |                     |
| ARG Carlos Cisneros |              |  |  |                     |              |  |  | ARG Carlos Cisneros | 0100                |
| Bye                 |              |  |  |                     |              |  |  | PER Carlos Zegarra  | 1100                |
|                     |              |  |  | ARG Carlos Cisneros | 0011         |  |  |                     |                     |
|                     |              |  |  | CAN Trevor McAlpine | 0001         |  |  |                     |                     |
| CAN Trevor McAlpine |              |  |  |                     |              |  |  |                     |                     |
| Bye                 |              |  |  |                     |              |  |  |                     |                     |